# Quadricalcarifera nitidula
Quadricalcarifera nitidula är en fjärilsart som beskrevs av Sergius G. Kiriakoff 1967. Quadricalcarifera nitidula ingår i släktet Quadricalcarifera och familjen tandspinnare. Inga underarter finns listade.